# Daifuku-ji
Le Daifuku-ji (大福寺) est un temple bouddhiste situé dans la ville de Tateyama, préfecture de Chiba au Japon. Il appartient à la secte Chizen du Bouddhisme Shingon.
Selon la tradition, le temple est fondé par Gyōki (668 - 749) en 717 au début de l'époque de Nara. Il connaît plus tard une seconde vie après une visite d'Ennin (794 - 864), un prêtre bouddhiste Tendai, au début de l'époque de Heian.
La date à laquelle le Daifuku-ji retourne à la secte Shingon est inconnue.
Le Daifuku-ji reçoit un juinjō (朱印状) (sceau de certification) du shogunat Tokugawa au cours de l'époque d'Edo.

## Kannon-dō
Le Daifuku-ji est bien connu pour son bâtiment Kannon (観音堂, kannondō) consacré à la déesse Kannon, situé sur une falaise escarpée du mont Funakata. pour cette raison, le Kannon-dō est aussi connu comme le Kannon-dō de la falaise (Gake no Kannon-dō (崖の観音)). À l'arrière du bâtiment se trouve une statue de la déesse Kannon de 1,5 m de haut. Le Kannon-dō est désigné bien culturel tangible de la ville de Tateyama.

## Sources
- Daifuku-ji Kannon-dō, Tokyo, Netto Adobansusha, 2011 (lire en ligne)
- (ja) 大福寺（崖の観音)